# Stanisław Ulam
Stanisław Marcin Ulam (13. dubna 1909 Lvov, Rakousko-Uhersko – 13. května 1984 Santa Fe, Nové Mexiko, USA) byl americký matematik polského a židovského původu, který se účastnil Projektu Manhattan. Stal se vynálezcem termonukleární zbraně, rakety na nukleární pohon a vyvinul řadu matematických teorií.

## Životopis

### Mládí
Stan Ulam se narodil jako Stanisław Marcin Ulam ve Lvově do bohaté polsko-židovské rodiny. Jeho otec byl podnikatel. Ulamův učitel byl polský matematik a představitel Lvovské školy matematiky Stefan Banach.

### Emigrace do Spojených států
Ulam v roce 1938 odjel do USA na stipendijní pobyt na Harvardovu univerzitu. Do Polska se vrátil na prázdniny roku 1939, musel však utéct spolu s bratrem zpět do USA před německou armádou. Poté se stal sovětologem.

### Projekt Manhattan a vývoj nových oborů
Ulam vyvinul roku 1943 vodíkovou bombu. Zjistilo se však, že bomba byla chybně sestrojena. Teprve po několika pokusech byla úspěšně opravena. Bombu nazval Teller-Ulamova konstrukce podle sebe a maďarského fyzika Edwarda Tellera. Dosud se však používá název termonukleární zbraň. Dokumenty o zbrani jsou dodnes přísně tajné.

### Pozdější kariéra
V roce 1965 se Ulam stal děkanem matematické fakulty na Univerzitě v Coloradu, současně se stal také vládním poradcem.
Zemřel 13. května 1984 v Santa Fé na infarkt.